# Otávio Fantoni
Otávio Fantoni, genannt Nininho, in Italien auch Fantoni II (* 4. April 1907 in Belo Horizonte; † 8. Februar 1935 in Rom, Italien), war ein brasilianisch-italienischer Fußballspieler. Nininho, dessen Laufbahn sich in den 1930ern abspielte, trat für Cruzeiro Belo Horizonte, damals noch bekannt unter Palestra Itália sowie Lazio Rom an.

## Karriere
Nachdem er bei Palestra Itália sehr erfolgreich gespielt hatte, ging er 1930 nach Italien zu Lazio Rom. Diesen Weg trat er gemeinsam mit seinem Vetter Ninão (Fantoni I) an. 1932 trat auch noch sein Vetter Leonízio dem Club bei. Dieser wurde Fantoni III oder auch Niginho genannt. In 106 Ligaspielen soll Otávio fünf Tore erzielt haben.

## Diverses
Nininho entstammte einer Familie, die einige Fußballer hervorbrachte. Neben ihm auch seine Vettern, die drei Fußballbrüder Leonízio Fantoni, Ninão und Orlando.
Sein Orlando spielte nach dem Zweiten Weltkrieg ebenfalls bei Lazio, die Zählung des Familiennamens wurde dort fortgesetzt und er somit zu Fantoni IV.
Auch seine Neffen Benito und Fernando Fantoni, Söhne von Nininho, wurden Fußballspieler. Fernando auch bei Lazio, er wurde hier Fantoni V genannt.
Da er auch die italienische Staatsangehörigkeit hatte, wurde er zur italienischen Nationalmannschaft berufen. Für diese bestritt er am 25. März 1934 ein Länderspiel gegen Griechenland.
Nachdem er am 20. Januar 1935, in einem Spiel gegen den FC Turin, einen Schlag auf die Nase erhalten hatte, zog er sich eine Sepsis zu, an deren Folgen er am 8. Februar 1935 verstarb.

## Erfolge
Palestra Itália
- Staatsmeisterschaft von Minas Gerais: 1929, 1930